# قائمة طائرات - إكس

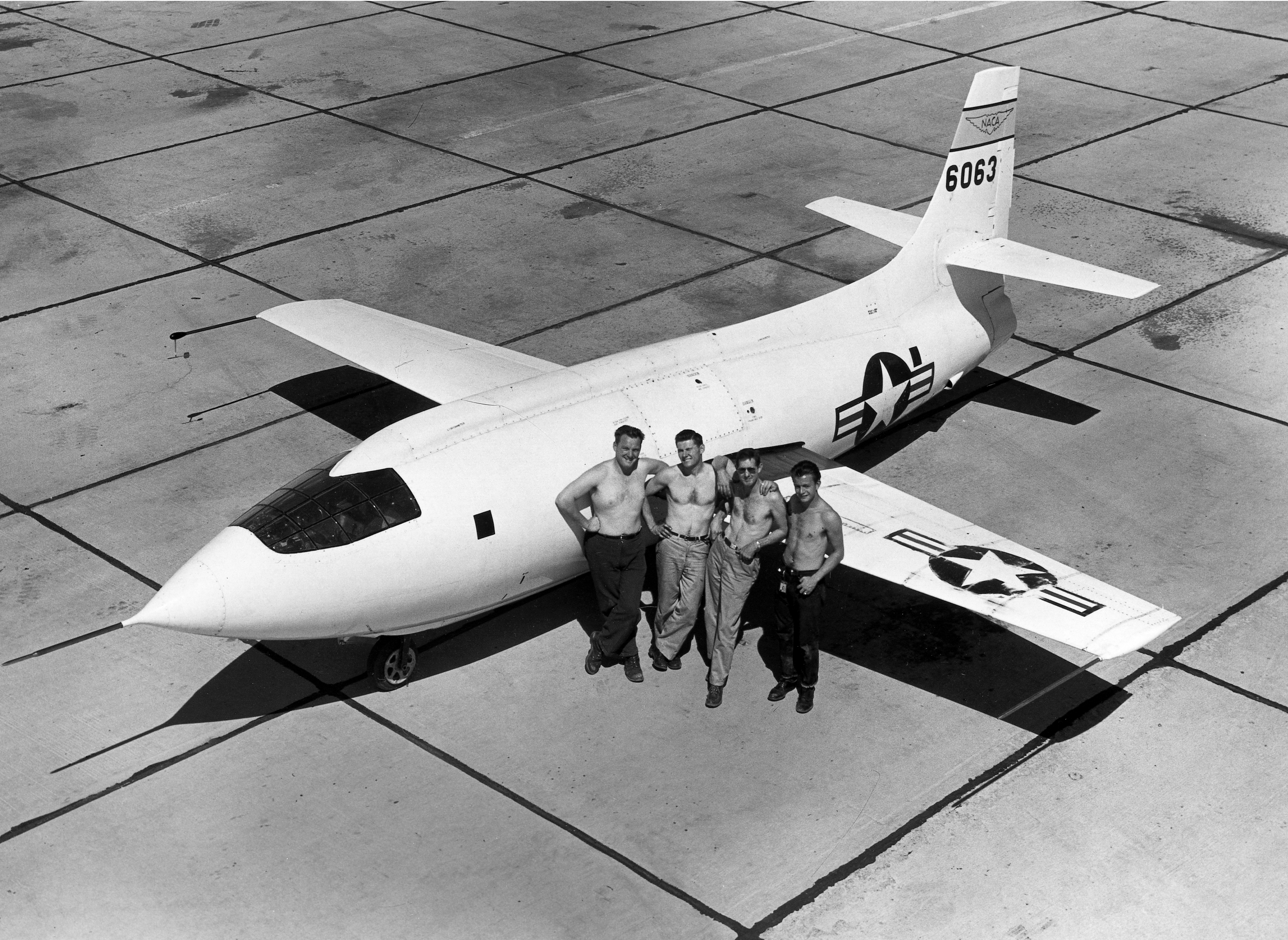
بيل إكس-1-2

طائرات - إكس (بالإنجليزية: X-planes) هي سلسلة من التجارب التي قامت بها الولايات المتحدة الأمريكية على الطائرات والمروحيات (وبعض الصواريخ ) لغرض اختبار وتقييم التكنولوجيات الجديدة والمفاهيم الهوائية. تم تشغيل معظم طائرات - إكس من قبل اللجنة الاستشارية الوطنية للملاحة الجوية (إن إيه سي إيه)، و التي أصبحت في وقت لاحق، الإدارة الوطنية للملاحة الجوية والفضائية (ناسا)، في كثير من الأحيان بالاشتراك مع القوات الجوية للولايات المتحدة. وقد تمت غالبية اختبارات طائرات - إكس في قاعدة ادواردز الجوية.
بعض طائرات - إكس تم الإعلان عنها بصراحة، في حين أن مشاريع آخرى، مثل (X-16)، وقد وضعت في إطار من السرية. أول طائرة من مشاريع إكس كانت طائرة بيل إكس-1، وأصبحت معروفة بعد أن أصبحت، في عام 1947، أول طائرة تكسر حاجز الصوت في مستوى الطيران. في وقت لاحق طائرات - إكس دعمت البحوث الهامة في العديد من المجالات الايروديناميكية والتقنية، ولكن فقط في الطائرة الصاروخية نورث أمريكان إكس-15 من حقبة أوائل عقد الستينات من القرن العشرين حققت شهرة مماثلة لتلك التي حققتها طائرة بيل إكس-1. الطائرات التي حملت التسمية من إكس 7 إلى إكس 12 كانت في الواقع صواريخ  (استخدامت لاختبار أنواع جديدة من المحركات)، وكانت بعض المركبات الأخرى التي تم تجربتها بدون طيار (البعض منها كان يتحكم في طيرانها عن بعد، بينما كانت أنواع أخرى بدون طيار أو تحكم عن بعد).
لا يتوقع لمعظم طائرات - إكس أن تكون قيد الإنتاج على نطاق واسع، وكان الاستثناء الوحيد لطائرة شركة لوكهيد مارتن من طراز إكس-35، والتي تنافست ضد طائرة بوينغ إكس-32 خلال برنامج المقاتلة جوينت سترايك، ودخلت الإنتاج متمثلة في مقاتلة إف-35.
ليست كل الطائرات التجريبية الأمريكية تعتبر طائرات - إكس، فهناك بعض التسميات الخاصة بالبحرية الأمريكية تعود إلي ما قبل عام 1962،  في حين أن تسميات طائرات آخرى قد لا تعرف إلا من قبل مصنعينها , وتختلف عن تسميات سلسلة طائرات - إكس،  أو تسميات ذات شفر سرية. 

## سلسلة طائرات - إكس
| الأسم                                   | الشركة المصنعة الوكالة                                                            | صورة                                      | الرحلة الأولى                                            | الغرض وملاحظات |
| --------------------------------------- | --------------------------------------------------------------------------------- | ----------------------------------------- | -------------------------------------------------------- | --- |
| X-1                                     | بيل للطائرات القوات الجوية الأمريكية (إن إيه سي إيه)                              |                                           | 19 يناير 1946                                            | سرعة عالية والاختبار على ارتفاعات عالية. أول طائرة تكسر حاجز الصوت في مستوى الطيران. أثبتت جدوى الايروديناميكية الهوائية على الأقسام الجناح الرقيقة.                                                                           |
| X-2 Starbuster                          | بيل للطائرات القوات الجوية الأمريكية                                              |                                           | 27 يونيو 1952                                            | سرعة عالية والاختبار على ارتفاعات عالية. أول طائرة تتجاوز ماخ 3. |
| إكس-3 ستيليتو                           | دوغلاس للطائرات القوات الجوية الأمريكية, اللجنة الاستشارية الوطنية للملاحة الجوية |                                           | 27 أكتوبر 1952                                           | بناء من سباك التيتانيوم وسبائك البناء، وانخفاض نسبة الارتفاع للأجنحة. اختبار سرعة الطيران العالية لمدة طويلة. لم تكن قادرة للوصول إلى السرعة التصميمية، ولكن قدمت رؤية عن ظاهرة اقتران الجمود (بالإنجليزية: inertia coupling). |
| X-4 بانتام                              | نورثروب القوات الجوية الأمريكية, (إن إيه سي إيه)                                  |                                           | 15 ديسمبر 1948                                           | تقييم التعامل مع خصائص الطائرات التي بدون ذيل أفقي خلال الطيران بسرعة أسرع من الصوت. |
| X-5                                     | بيل للطائرات القوات الجوية الأمريكية, (إن إيه سي إيه)                             |                                           | 20 يونيو 1951                                            | أول طائرة تطير بأجنحة متغيرة الأوضاع. |
| X-6                                     | كونفير القوات الجوية الأمريكية, هيئة الطاقة الذرية الأمريكية                      |                                           | لم تحلق                                                  | تعديل طائرة كونفير بي-36، لدراسة دفع الطائرات بالطاقةالنووية الدفع، لم تنتج. وتم اجراء اختبارات المفاعلات على طائرة (NB-36H) اختبارها.                                                                                         |
| X-7 "Flying Stove Pipe"                 | لوكهيد وزارة دفاع الولايات المتحدة                                                |                                           | أبريل 1951                                               | منصة اختبارات السرعة العالية لمحركات نفث الوقود (ramjet engine). |
| X-8 Aerobee                             | ايروجت (إن إيه سي إيه) القوات الجوية الأمريكية البحرية الأمريكية                  |                                           |                                                          | Upper air research vehicle and sounding rocket. |
| X-9 شرايك                               | بيل للطائرات القوات الجوية الأمريكية                                              |                                           | أبريل 1949                                               | أختبار تطوير التوجيه وتكنولوجيا الدفع، وساهم في تطوير صاروخ(GAM-63 Rascal) . |
| X-10                                    | نورث أميريكان أفياشن القوات الجوية الأمريكية                                      |                                           | 13 أكتوبر 1953                                           | Testbed for SM-64 Navajo missile. |
| X-11                                    | كونفير القوات الجوية الأمريكية                                                    |                                           | 11 يونيو 1957                                            | اختبارات لصاروخ أطلس إس إم-65 (SM-64 Navajo). |
| X-12                                    | كونفير القوات الجوية الأمريكية                                                    |                                           | July, 1958                                               | Advanced testbed for آس أم-65 أطلس ‏ missile. |
| X-13 Vertijet                           | Ryan Aeronautical ‏ القوات الجوية الأمريكية، البحرية الأمريكية                     |                                           | December 10, 1955                                        | إقلاع وهبوط عمودي (VTOL) testbed. Evaluated tailsitting configuration for VTOL flight. |
| X-14                                    | بيل للطائرات القوات الجوية الأمريكية، ناسا                                        |                                           | February 19, 1957                                        | منصة أختبار طائرات إقلاع وهبوط عمودي . اختبار تكوين توجيه الدفع (vectored thrust) . |
| X-15                                    | نورث أميريكان أفياشن القوات الجوية الأمريكية، ناسا                                |                                           | June 8, 1959                                             | هايبر سونيك (Mach 6.7), high-altitude (350,000 قدم (110,000 م)) testing. First manned hypersonic aircraft; capable of suborbital spaceflight.                                                                                  |
| X-16                                    | بيل للطائرات القوات الجوية الأمريكية                                              |                                           | Never flew                                               | مشروع لطائرة إسنطلاع تعمل على أرتفاعات عالية. استخدم تسمية "إكس-16" كغطاء للتموية على السوفيت خلال الحرب الباردة. |
| X-17                                    | لوكهيد القوات الجوية الأمريكية، البحرية الأمريكية                                 |                                           | April 1956                                               | Tested the effects of high Mach number reentry. |
| X-18                                    | هيلر للطائرات القوات الجوية الأمريكية، البحرية الأمريكية                          |                                           | November 24, 1959                                        | أخنبارات طائرة إقلاع قصير وهبوط عمودي (ستوفل) وتقييم مفهوم (tiltwing) لطائرات الإقلاع والهبوط العمودي (فتول).flight. |
| X-19                                    | كورتيس رايت Tri-service                                                           |                                           | November 1963                                            | كوادكوبتر tiltrotor VTOL transport testbed. XC-143 designation proposed. |
| X-20 داينا-سور                          | بوينغ القوات الجوية الأمريكية                                                     |                                           | لم تصنع أبدا                                             | طائرة فضائية يمكن إعادة استخدامها، للمهمات العسكرية. |
| X-21                                    | نورثروب القوات الجوية الأمريكية                                                   |                                           | April 18, 1963                                           | اختبارات طبقة حدود السيطرة. |
| X-22                                    | بيل للطائرات Tri-service                                                          |                                           | March 17, 1966                                           | اختبار الإقلاع والهبوط عالمودي القصير، وأربع محركات مروحية أنبوبية (بالإنجليزية: Ducted fan). |
| X-23 برايم                              | مارتن ماريتا القوات الجوية الأمريكية                                              |                                           | December 21, 1966                                        | اختبارات آثار مناورة العودة للغلاف الجوي. ملاحظة: لم تعين رسميا. |
| X-24                                    | مارتن ماريتا القوات الجوية الأمريكية ناسا                                         |                                           | August 1, 1973                                           | اختبار التعامل مع الاجسام الرفع على سرعة منخفضة. وأختبارات الديناميمية الهوائية لاجسام الرفع. |
| X-25                                    | Benson القوات الجوية الأمريكية                                                    |                                           | December 6, 1955                                         | Light أوتوجايرو for emergency use by downed pilots. |
| X-26 Frigate                            | شفايتزر داربا الجيش الأمريكي البحرية الأمريكية                                    |                                           | 1967                                                     | Training طائرة شراعية منزلقة for تدحرج هولندي Quiet طائرة مراقبة testbed. |
| X-27                                    | لوكهيد                                                                            |                                           | Never flew                                               | نموذج لطائرة مقاتلة عالية الاداء. |
| [[X-28 Sea Skimmer\|X-28 Sea Skimmer]] ‏ | جورج بيريرا البحرية الأمريكية                                                     |                                           | August 12, 1970                                          | Inexpensive aerial policing seaplane testbed. |
| إكس - 29                                | غرومان داربا القوات الجوية الأمريكية ناسا                                         |                                           | 1984                                                     | تجربة الأجنحة ذات الاجتياح الأمامي. |
| X-30 NASP                               | روكويل ناسا داربا القوات الجوية الأمريكية                                         |                                           | لم تصنع أبدا                                             | نموذج طائرة فضائية ذو مرحلة واحدة إلى المدار. |
| X-31                                    | روكويل داربا القوات الجوية الأمريكية وزارة الدفاع الاتحادية الألمانية             |                                           | 1990                                                     | اختبارات فائقة على المناورة بفحوى توجيه الدفع (vectored thrust). . |
| X-32                                    | بوينغ القوات الجوية الأمريكية البحرية الأمريكية سلاح الجو الملكي                  |                                           | سبتمبر 2000                                              | نموذج جوينت سترايك فايتر. |
| X-33 Venture Star                       | لوكهيد مارتن ناسا                                                                 |                                           | نموذج لم يكتمل حتى الآن                                  | Half-scale نظام إطلاق قابل لإعادة الاستخدام prototype. |
| X-34                                    | أوربيتال ساينسيز ناسا                                                             |                                           | لم تحلق قط                                               | اختبارات طائرة فضائية بدون طيار، قابلة لإعادة الاستخدام. |
| X-35                                    | لوكهيد مارتن القوات الجوية الأمريكية، البحرية الأمريكية، سلاح الجو الملكي         |                                           | 2000                                                     | نموذج جوينت سترايك فايتر. |
| X-36                                    | ماكدونل دوغلاس/بوينغ ناسا                                                         |                                           | 17 مايو 1997                                             | أختبارات طائرة بدون ذيل بمقياس 28٪. |
| X-37                                    | بوينغ القوات الجوية الأمريكية، ناسا                                               |                                           | 7 أبريل 2006 (اختبار السقوط) 22 أبريل 2010 (رحلة مدارية) | طائرة فضائية مدارية قابلة لإعادة الاستخدام. |
| X-38                                    | سكاليد كومبوزيت ناسا                                                              |                                           | 1999                                                     | Lifting body Crew Return Vehicle demonstrator. |
| إكس-39                                  | غير معروف القوات الجوية الأمريكية                                                 | سري                                       | غير معروف                                                | Future Aircraft Technology Enhancements (FATE) program. Note: Designation never officially assigned. |
| بوينغ إكس-40                            | بوينغ القوات الجوية الأمريكية، ناسا                                               |                                           | 11 أغسطس 1998                                            | 80% scale Space Maneuver Vehicle testbed. X-37 prototype. |
| X-41                                    | غير معروف القوات الجوية الأمريكية                                                 | سري                                       | غير معروف                                                | مناورة لإعادة دخول مركبة. |
| X-42                                    | غير معروف القوات الجوية الأمريكية                                                 | سري                                       | غير معروف                                                | Expendable صاروخ ذو وقود سائل upper stage rocket. |
| X-43 Hyper-X                            | Micro Craft ناسا                                                                  |                                           | June 2, 2001                                             | محرك نفاث فرطي hypersonic testbed (Mach 9.68) (110,000 ft). |
| X-44 MANTA                              | لوكهيد مارتن القوات الجوية الأمريكية ناسا                                         |                                           | ألغي                                                     | لوكهيد مارتن إف-22 رابتور-based Multi-Axis No-Tail Aircraft thrust vectoring testbed. |
| X-45                                    | بوينغ داربا القوات الجوية الأمريكية                                               |                                           | May 22, 2002                                             | نموذج عرض مركبة قتال جوي بدون طيار (UCAV). |
| X-46                                    | بوينغ داربا البحرية الأمريكية                                                     |                                           | ألغي                                                     | نموذج عرض مركبة قتال جوي بدون طيار للبحرية. |
| إكس-47 إيه بيغاسوس X-47B                | نورثروب غرومان داربا البحرية الأمريكية                                            |                                           | February 23, 2003                                        | نموذج عرض مركبة قتال جوي بدون طيار للبحرية. |
| X-48                                    | بوينغ ناسا                                                                        |                                           | July 20, 2007                                            | أختبار الطائرات ذات بدن وجناح مدمجان (Blended Wing Body). |
| X-49 Speedhawk                          | Piasecki Aircraft القوات البرية للولايات المتحدة                                  |                                           | July 29, 2007                                            | مروحية Vectored Thrust Ducted Propeller (VTDP) testbed. |
| X-50 دراق اون فلاي                      | بوينغ داربا                                                                       |                                           | 24 November 2003                                         | لإثبات مبدأ أن دوار المروحية يمكن أن يتوقف أثناء الطيران ويكون بمثابة أجنحة ثابتة. |
| X-51 Waverider                          | بوينغ القوات الجوية الأمريكية                                                     |                                           | 26 May 2010                                              | طائرة نفاثة تفوق سرعتها سرعة الفرط صوتية. |
| X-52                                    | تخطي الترقيم لتفادي الخلط مع طائرة بي-52.                                         | تخطي الترقيم لتفادي الخلط مع طائرة بي-52. | تخطي الترقيم لتفادي الخلط مع طائرة بي-52.                | تخطي الترقيم لتفادي الخلط مع طائرة بي-52. |
| بوينغ إكس-53                            | بوينغ فانتوم ووركس ناسا القوات الجوية الأمريكية                                   |                                           | November 2002                                            | اختبارات الجناح المرن النشط،. |
| X-54                                    | غلف ستريم الفضائية ناسا                                                           |                                           | مستقبلية                                                 | أختبار طائرات الركاب الأسرع من الصوت. |
| X-55                                    | لوكهيد مارتن سكونك ووركس القوات الجوية الأمريكية                                  |                                           | June 2, 2009                                             | طائرة شحن مصنوعة من مواد مركبة متقدمة (ACCA). اختبارات جسم الطائرة ومجموعة الذيل والمصبوبة من المواد المركبة. |
| X-56                                    | لوكهيد مارتن سكونك ووركس القوات الجوية الأمريكية/ناسا                             |                                           | 2012                                                     | طائرة استطلاع تعمل بالرفرفة النشطة بدون صوت، لاستخدامها في المستقبل على ارتفاعات عالية وقدرة على التحمل لفترة طويلة (HALE) .                                                                                                   |